# Ольгино (Каховский район)
Ольгино (укр. Ольгине) — село в Горностаевской поселковой общине Каховского района Херсонской области Украины.
Население по переписи 2001 года составляло 1043 человека. Почтовый индекс — 74621. Телефонный код — 5544. Код КОАТУУ — 6522683501.
Немецкое лютеранское село Ней-Карлсруэ основано в 1869 г. переселенцами из пришибской колонии Карлсруэ.